# Simon Adingra
Simon Adingra (* 1. ledna 2002 Yamoussoukro) je profesionální fotbalista z Pobřeží slonoviny, který hraje na pozici křídelníka za anglický klub Brighton & Hove Albion FC a za národní tým Pobřeží slonoviny.

## Klubová kariéra

### FC Nordsjælland
Adingra, bývalý hráč akademie Right to Dream, se v lednu 2020 připojil k dánskému klubu Nordsjælland. Svůj profesionální debut si odbyl 18. dubna 2021 v zápase proti Kodani. V 68. minutě zápasu vystřídal Ivana Mesíka a gólem v 90. minutě zajistil klubu bod za remízu 2:2.
V sezóně 2021/22 se stal stabilním členem základní sestavy klubu, odehrál 31 ligových utkání, v nichž vstřelil 9 branek a připsal si na své konto i další 4 asistence.

### Royale Union Saint-Gilloise
Po úspěšné individuální sezóně přestoupil Adingra 24. června 2022 do anglického klubu Brighton & Hove Albion a podepsal čtyřletou smlouvu. O deset dní později zamířil Adingra na roční hostování k sesterskému belgickému klubu Union SG. Adingrovi se v Belgii rychle podařilo dostat do stabilní základní sestavy, při svém debutu v Jupiler Pro League gólem proti Sint-Truidenu zajistil klubu bod za remízu 1:1. Během hlavní části ligové soutěže vstřelil Adingra 11 branek v 30 zápasech a pomohl klubu ke konečné 2. příčce. V následné skupině o titul Adingra přidal ještě jednu branku do sítě Brugg a Union sezónu zakončil na třetí příčce o bod za prvními Antverpami.

### Brighton & Hove Albion FC
V létě 2023 se vrátil do Brightonu a dobrými výkony v předsezónní přípravě na sebe upozornil a dostal důvěru trenéra Roberta De Zerbiho. Při svém soutěžním debutu v klubu v prvním kole ligové soutěže skóroval při výhře 4:1 nad Luton Townem.

## Reprezentační kariéra
V březnu 2023 byl Adingra poprvé povolán do seniorské reprezentace Pobřeží slonoviny na kvalifikační zápasy Afrického poháru národů proti Komorám. Svého reprezentačního debutu se dočkal 17. června 2023 při prohře 0:3 se Zambií.